# Дашогузький велаят
Дашогузький велаят - адміністративна одиниця на півночі Туркменістану. Створена 1992 року на території Ташаузької області.
Поділяється на 9 етрапів та 2 міста:
- м. Дашогуз
- м. Кенеургенч
- Акдепинський етрап
- Болдумсазький етрап
- Губадазький етрап
- етрап ім. С. А. Ніязова
- етрап ім. Гурбансолтан-едже
- Кенеургенчський етрап
- етрап ім. Сапармурата Туркменбаші
- етрап Рухубелент (створений 2.04.2007)
- етрап Герогли